# Sivapithecus
Il Sivapithecus (precedentemente noto anche come Ramapithecus) è un genere estinto di primati. Resti fossili attribuiti a questo genere, databili da 12,5 a 8,5 milioni di anni fa (Miocene), sono stati rinvenuti sin dal XIX secolo nello Shivalik, regione montuosa situata tra India e Pakistan. Ognuna delle specie incluse in questo genere potrebbe essere stata la diretta antenata dei moderni orangutan.

## Ritrovamenti
Le specie rinvenute nello Shiwalik e un tempo assegnate al genere Ramapithecus sono oggi considerate appartenere, dalla maggioranza dei ricercatori, ad una o più specie di Sivapithecus. Il Ramapithecus non è più ritenuto un possibile antenato del genere umano.
Il primo rinvenimento incompleto di Ramapithecus avvenne in Nepal, sulle rive del fiume Tenau, nel 1932. Lo scopritore (G. Edward Lewis) sostenne che la mascella era più simile a quella umana di ogni altro fossile di scimmia allora conosciuto. Negli anni Sessanta queste affermazioni furono resuscitate e la teoria maggiormente considerata al tempo faceva risalire la separazione fra la linea evolutiva umana e quella delle altre scimmie a circa 15 milioni di anni fa. Successivi studi biochimici hanno incrinato questa valutazione, suggerendo che vi fu prima una separazione tra gli antenati degli orangutan e quelli di scimpanzé, gorilla e umani. Al momento si ritiene che la specie umana si sia separata definitivamente dalle altre scimmie africane circa 5 milioni di anni fa, non 15 o 25.
Intanto, esemplari più completi di Ramapithecus sono stati rinvenuti nel 1975 e nel 1976, tutti con molte meno caratteristiche "umane" di quanto pensato fino ad allora. La somiglianza aumentava invece con il Sivapithecus (il cui nome tassonomico, essendo più vecchio, prese la priorità), ed erano sicuramente membri dello stesso genere. Secondo alcuni, i resti di Ramapithecus non sarebbero altro che esemplari femmina di Sivapithecus. È probabile che queste specie si fossero già separate dai comuni antenati di scimpanzé, gorilla e umani, anche se i resti fossili di questo presunto antenato comune non sono stati ancora rinvenuti.

## Caratteristiche
Il Sivapithecus raggiungeva circa 1,5 metri di lunghezza, una dimensione paragonabile a quella dei moderni orangutang; l'aspetto complessivo era simile a quello degli scimpanzé, ad esclusione della faccia, più simile all'orango. La forma del polso e le proporzioni generali del corpo indicano che suddivideva il suo tempo tra la vita a terra e quella sugli alberi.
I grandi canini e i robusti molari suggeriscono una dieta a base di cibi duri, come i semi e le erbe della savana.

## Specie
Al momento sono tre le specie generalmente riconosciute. I fossili di Sivapithecus indicus datano da circa 12,5 milioni a 10,5 milioni di anni fa, mentre il Sivapithecus sivalensis visse tra 9,5 e 8,5 milioni di anni fa. Nel 1988 fu rinvenuta una terza specie, significativamente più grande, e le venne assegnato il nome di Sivapithecus parvada (databile a circa 10 milioni di anni fa).
Nel 1982 David Pilbeam pubblicò la descrizione di una significativa scoperta fossile, parte della faccia e della mascella di un Sivapithecus. L'esemplare mostrava molte similarità con il cranio degli orangutan e rafforzò la teoria (precedentemente suggerita da altri) che il Sivapithecus fosse strettamente imparentato con queste moderne grandi scimmie.